# Black Trout Adit

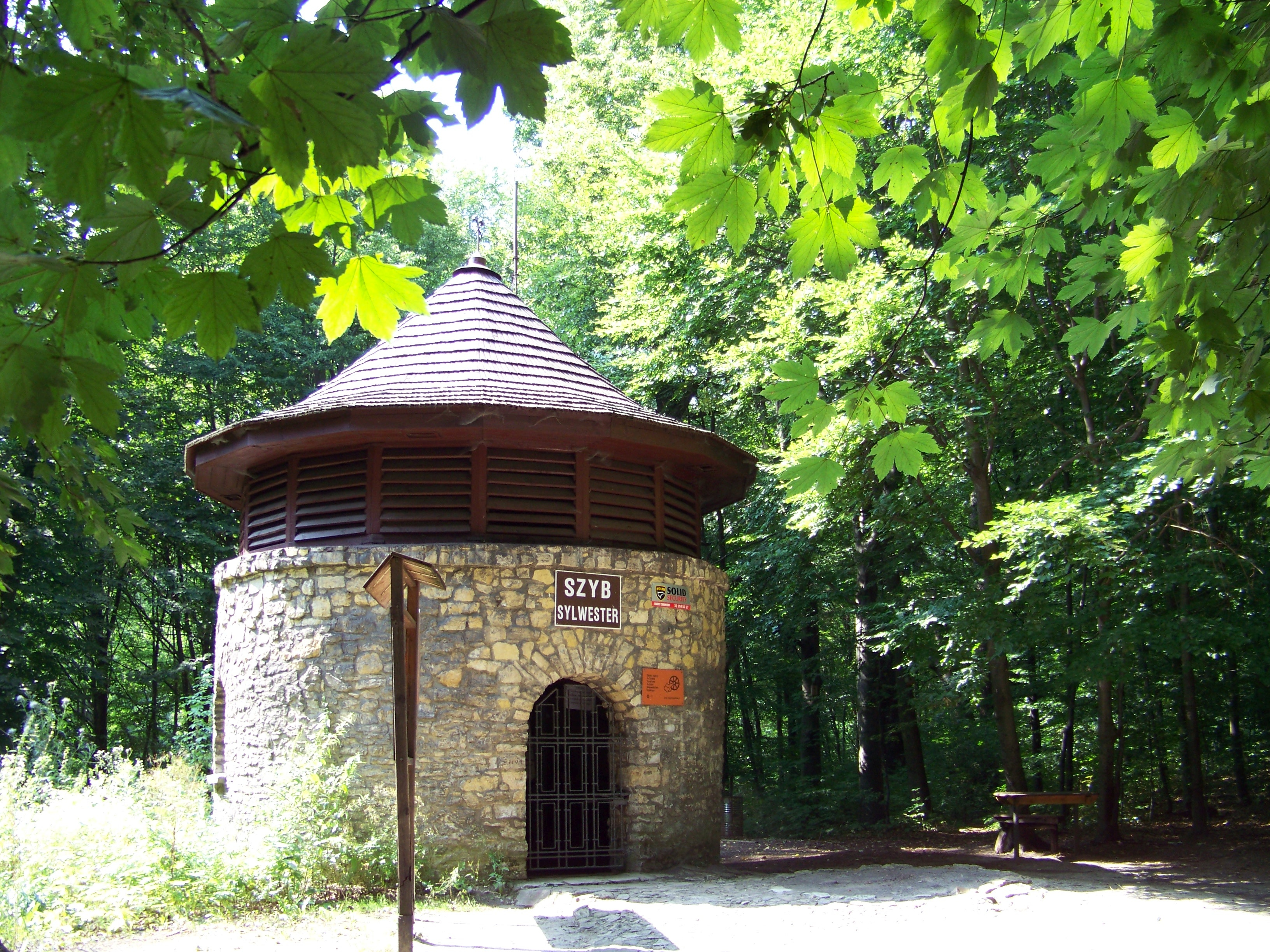
Lối vào trong trục Sylwester

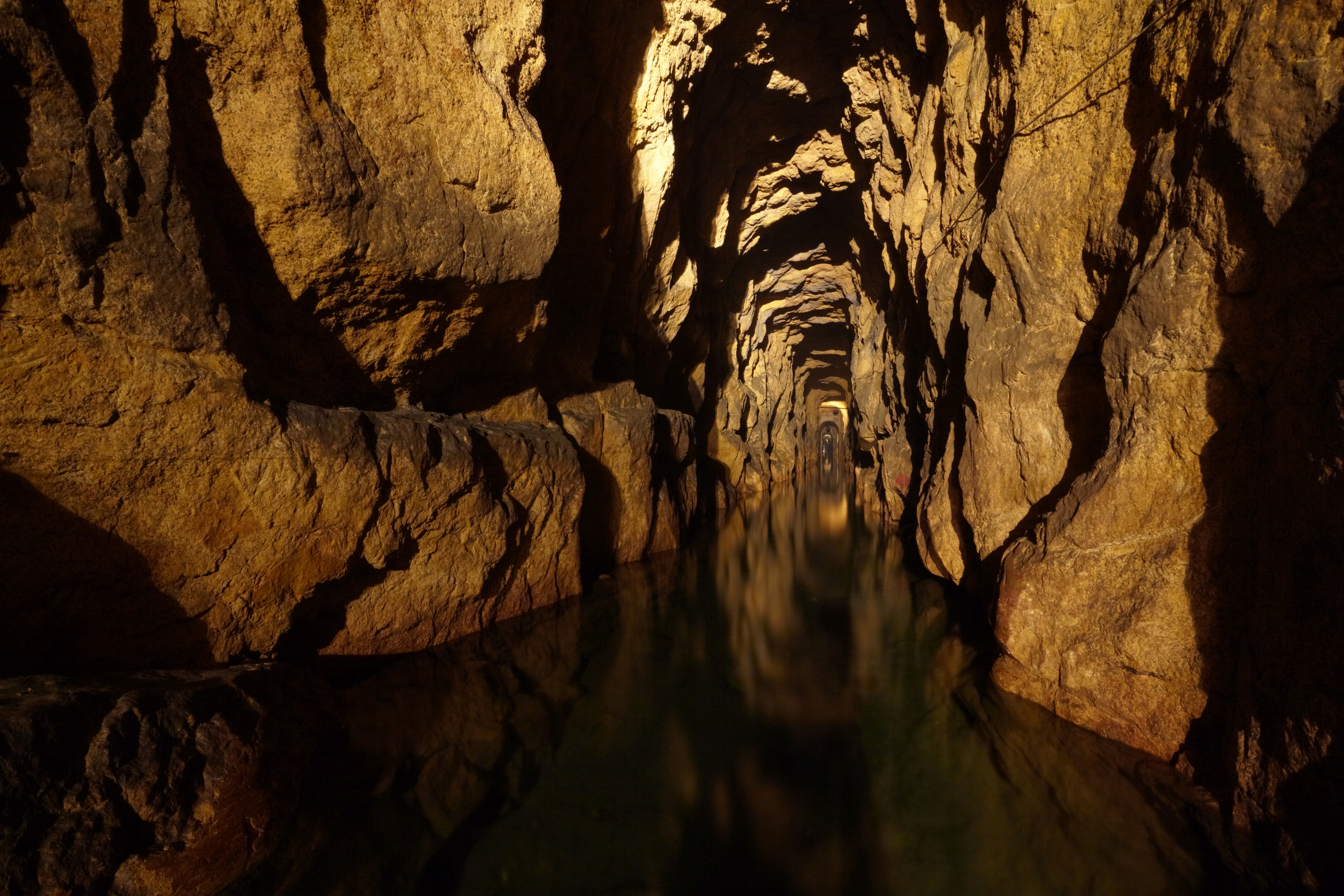
Adit

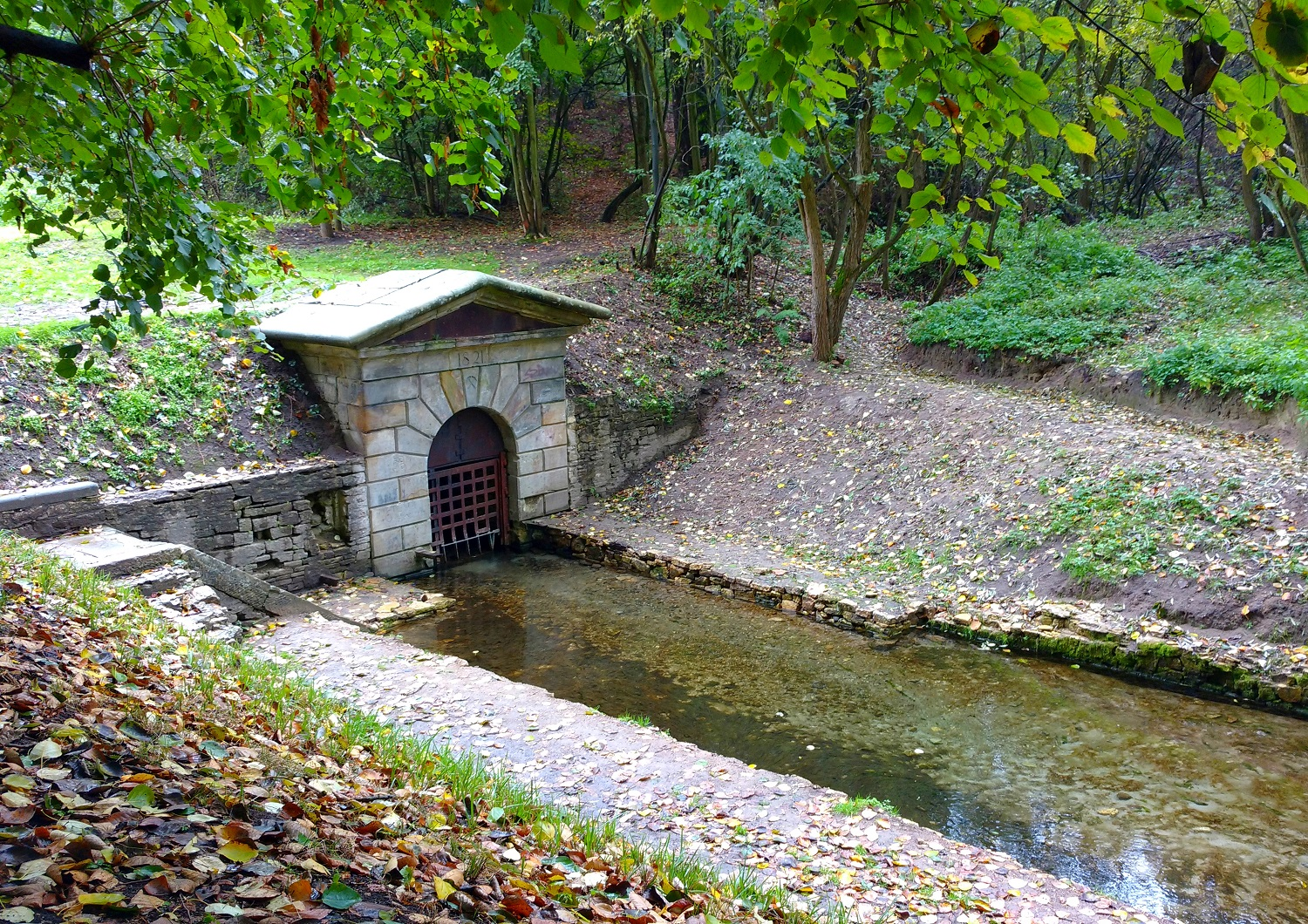
Cổng và con mương của Adit

Black Trout Adit (tiếng Ba Lan: Sztolnia Czarnego Pstrąga) là tuyến du lịch ngầm dài nhất (600 mét) ở Ba Lan bằng thuyền. Đó là một phần của một trong 8 adit (đường vào trong mỏ) đào trong khu vực để lấy nước từ các hoạt động. Black Trout Adit nằm trong một công viên ở phía tây thị trấn Tarnowskie Góry. Có thể truy cập bằng bằng hai trục Ewa và Sylwester (lưu lượng là xen kẽ). Hướng dẫn viên sẽ để những chiếc thuyền trôi trên dòng nước và kể những câu chuyện kết nối với nơi này.

## Lịch sử
Vùng Tarnowskie Góry được biết đến với hoạt động khai thác quặng chì lịch sử. Quặng chì chứa một hỗn hợp bạc lớn. Bắt đầu từ năm 1526 khi mỏ chì mới (chủ yếu là galena) được tìm thấy, khu định cư bắt đầu tăng nhanh. Vào năm 1526 tháng 2, Công tước Opole đã ban cho cộng đồng vị thế của một thị trấn khai thác độc lập. Tên của thị trấn Tarnowskie Góry có nguồn gốc khai thác. Phần đầu tiên "Tarnowskie" xuất phát từ tên của ngôi làng "Tarnowice" nơi mỏ chì tiếp tục được làm giàu với mỏ bạc được tìm thấy. Hiện tại Tarnowice (thực ra là Stare Tarnowice) là một quận của Tarnowskie Góry. Phần thứ hai của tên "Góry", từ phương ngữ Ba Lan cổ có nghĩa là "mỏ". Ý nghĩa hiện tại của từ "Góry" là "núi" và có thể gây nhầm lẫn. Ngành công nghiệp khai thác đã phải vật lộn với vấn đề ngập nước. Để ngăn chặn nó vào năm 1788, động cơ hơi nước đầu tiên được Fryderyk Wilhelm Hrabia von Reden mang đến từ Anh. Một cách khác để thoát nước hoạt động là đào một adit dẫn nước bằng cách sử dụng mức chênh lệch. Có 8 lối vào trong Tarnowskie Góry. Một phần 600 mét của adit "Fryderyk" trước đây, được xây dựng vào năm 1821-1834, dành cho khách du lịch. Việc khai thác quặng chì ở Tarnowskie Góry đã dừng lại vào năm 1912 vì thiếu tài nguyên. Tuy nhiên, một lượng lớn dấu vết khai thác trong quá khứ vẫn còn sót lại, cả dưới lòng đất và trên mặt đất.
Tuyến du lịch được khai trương vào năm 1957. Do đặc điểm địa hình, tuyến đường nằm dưới lòng đất từ 20 đến 30 m và dài 600 m. Truy cập bằng hai trục với cầu thang: "Sylwester" (Sylvester) sâu 30 mét được xây dựng vào năm 1828 và "Ewa" sâu 20 mét (Eve) được xây dựng vào năm 1826. Tên hiện tại của nó Black Trout Adit xuất phát từ cá hồi, được sử dụng để thâm nhập vào adit từ một dòng sông, dường như có màu đen trong ánh đèn mờ. Chiều rộng của adit thay đổi từ 1,2 m đến 2,5 m, chiều cao đến 4 m, độ sâu của nước từ 0,7 m đến 1 m. Các du khách đi tàu hỏa, được hướng dẫn viên đẩy về phía trước.
Một Mỏ bạc lịch sử cũng ở gần đó.